# Dekanat Schwäbisch Hall
Das Dekanat Schwäbisch Hall ist eines von 25 Dekanaten in der römisch-katholischen Diözese Rottenburg-Stuttgart. Der Dekanatssitz befindet sich in Schwäbisch Hall im Landkreis Schwäbisch Hall.

## Aufgaben
Das Dekanat erledigt als „mittlere Ebene“ zwischen Diözese und Kirchengemeinden drei Aufgaben: Es unterstützt die Kirchengemeinden des Dekanats in ihrem pastoralen Auftrag, vertritt die katholische Kirche in regionalen Belangen der Gesellschaft und Kultur und vermittelt die Anliegen des Bischofs.

## Gliederung
- Seelsorgeeinheit Hohenloher Ebene
Gemeinden: Heilig Geist in Gerabronn – St. Josef (Filialkirchengemeinde) in Langenburg – St. Maria von den Sieben Schmerzen in Blaufelden – St. Michael in Rot am See– St. Petrus und Paulus in Schrozberg – St. Philippus in  Bartenstein

- Seelsorgeeinheit Braunsbach – Großallmerspann
Gemeinden: St. Joseph in Großallmerspann – St. Sebastian in Braunsbach

- Seelsorgeeinheit Crailsheim
Gemeinden: St. Bonifatius in Crailsheim – Zur Allerheiligsten Dreifaltigkeit in Sauerbrunnen
Weitere zugehörige Kirchen: St. Johannes Nepomuk in Satteldorf – St. Peter und Paul in Jagstheim – Heilig Geist in Westgartshausen – Christus König in Onolzheim

- Seelsorgeeinheit Schwäbisch Hall (Gesamtkirchengemeinde)
Gemeinden: Christus König in Schwäbisch Hall – St. Johannes Baptist in Steinbach – St. Joseph in Schwäbisch Hall – St. Markus in Schwäbisch Hall – St. Maria, Königin des Friedens in Hessental
Weitere zugehörige Kirchen: Stiftskirche St. Nikolaus in Comburg

- Seelsorgeeinheit Gaildorf – Hausen – Mainhardt
Gemeinden: St. Joseph in Gaildorf – St. Michael in Hausen an der Rot – Zum heiligsten Herzen Jesu in Mainhardt

- Seelsorgeeinheit Oberes Bühlertal
Gemeinden: St. Georg in Bühlertann – St. Leonhard in Kottspiel – St. Maria in Fronrot (Filialkirchengemeinde) – St. Maria Königin des heiligen Rosenkranzes in Bühlerzell

- Seelsorgeeinheit Wäldergemeinden
Gemeinden: St.Georg in Marktlustenau – St.Georg in Stimpfach – Zur Schmerzhaften Mutter in Matzenbach – Herz Jesu in Großenhub – Zur Heiligsten Dreieinigkeit in Unterdeufstetten